# Belmont-sur-Lausanne
Pour les articles homonymes, voir Belmont.
Belmont-sur-Lausanne est une commune suisse du canton de Vaud, située dans le district de Lavaux-Oron, à l'est de Lausanne et au nord de Pully.

## Population

### Gentilé et surnom
Les habitants de la commune se nomment les Belmontais ou les Bimands (du nom en patois vaudois de la commune : Bîman).
Ils sont surnommés les Hannetons ou les Cancoires (Quincoâre ou Cancoâre).

## Histoire
La commune de Belmont faisait partie intégrante de la commune de Pully jusqu'à la scission. Belmont tire son nom de « beau mont ». La commune est dotée d'un petit centre commercial non loin de l'école. Celui-ci est notamment composé d'un magasin Denner, un restaurant italien et divers autrees commerces. L'agence postale de Belmont est désormais assurée par la Pharmacie de Belmont.

## Patrimoine bâti
Temple réformé, ancienne église catholique Saint-Martin. Lieu de culte attesté au XIIe siècle et reconstruit selon le plan primitif, très simple, en 1589-1595, avec maintien de quelque éléments plus anciens. Adjonction du porche et du clocher-façade, modernisé en 1781. À l'intérieur, médaillons peints et chaire de 1681. Vitraux de 1902 par Edouard Diekmann, de 1927 par René Martin.
Monument. Dans les bois au-dessus de Belmont, une stèle évoque un accident d'aviation survenu le 18 janvier 1958 et provoquant la mort d'un aviateur belge, le chevalier Philippe de Selliers de Moranville Ses archives sont conservées à la Fondation Jean Monnet pour l'Europe.

## Administration
Vers 2000, à l'initiative de deux habitants de la commune, un jumelage est signé avec le village burkinabè de Kèra-Douré.